# Francuski Antarktik
Francuski Antarktik (France Antarctique) je naziv propale Francuske kolonije na prostoru današnjeg Rio de Janeira, koja je postojala od 1555. do 1567. godine, i kontrolirala obalu od današnjeg Rio de Janeira do današnjeg grada Cabo Frio.

## Povijest
Iako je Brazil bio otkriven već punih 50 godina, od strane Portugalaca, portugalske kolonije se nisu širile dalje od Zaljeva Svih Svetih, pa je ostatak teritorija bio prilično neistražen. Tako je 1. studenog 1555. godine francuski protestant, viceadmiral i vitez, Nicolas Durand de Villegaignon, zapovjedajući malom flotom s oko 600 vojnika i kolonista naselio otok Serigipe u zaljevu Guanabara, nasuprot današnjeg Rija. Ovdje je sagrađena prva tvrđava Fort Coligny, po admiralu Colignyu koji je podržavao ekspediciju. Selu koje je nastalo u blizini, Villegaignon je dao ime Henriville u čast Henrika II., kralja Francuske, koji je također podržavao ekspediciju. Ipak ova kolonija nije dobila nikakvu pomoć od francuske krune, što zbog toga što se uveliko okrenula Québecu u Kanadi, što zbog činjenice da je ova kolonija kršila papin pečat iz 1493. godine (kasnije poznat kao Sporazum iz Tordesillasa), koji je dozvoljavao podjelu ovog dijela novog svijeta samo između Španjolske i Portugala.
Portugalci nisu davali previše značaja ovoj invaziji, pa je Villegaignon već sljedeće godine proširio svoju koloniju dovodeći nove koloniste, ovaj put švicarske kalviniste iz Ženeve, u tri broda. Položaj kolonije je bio pojačan sklapanjem saveza s indijancima iz plemena Tamoio i Tupynambá, koji su se borili protiv Portugalaca.
1560. godine, tadašnji generalni guverner Brazilskih kolonija Mem de Sá, dobiva naredbu od portugalske krune da istjera Francuze iz Brazila. Flota od 26 ratnih brodova i 2 000 vojnika je napala utvrdu Coligny i u tri dana napada je uništila. Stanovništvo i branitelji tvrđave su uspjeli, uz pomoć indijanaca, pobjeći na kopno, gdje su nastavili dalje život. Požurivan od strane dvojice jezuitskih svećenika, Mem de Sá šalje svog bratića Estácia de Sá da protjera Francuze zauvijek. Estácio, 1. ožujka, 1565. godine osniva grad Rio de Janeiro koji mu služi kao početna točka u svim napadima na Francuze. Potpomognut poslije s dodatnim vojnim pojačanjem 20. siječnja, 1567. godine, Estacio napokon protjeruje Francuze iz Brazila, ali nakon mjesec dana umire od posljedica ranjavanja u borbama. San dvojice francuskih admirala je trajao preko 12 godina.
Ovaj događaj, zajedno s Francuskim napadima na Brazil, na području današnje države Maranhao, između 1612. i 1615. godine, natjerao je portugalsku krunu da aktivnije počne kolonizaciju Brazila i da mu veći značaj u Portugalskom Carstvu.

## Francuski Antarktik u književnosti
Francuski pisac i liječnik Jean-Christophe Rufin je napisao knjigu "Crveni Brazil" (ili "Krvavi Brazil", ovisno od prijevoda - francuski: Rouge Brésil), koja govori o francuskom vitezu De Villegagnonu koji stvara francusku koloniju na prostoru današnjeg Rio de Janeira. Pisac je za ovu knjigu, 2001. godine, dobio Goncurovu nagradu.
Austrijski pisac Stefan Zweig, napisao je knjigu Brazil: Zemlja budućnosti, u kojoj opisuje De Villegagnona i njegov pohod na Brazil.

## Vanjske poveznice
- Francuzi u Brazilu: Saint-Alexis, France Antarctique (Rio de Janeiro) i Sao Luis de Maranhao